# Ķ

Možné zápisy písmena- první s cedillou připojenou k písmenu a druhý (častěji používaný) s cedillou pod

Ķ (minuskule ķ) je speciální písmeno latinky. Nazývá se K s cedillou. V současnosti se vyskytuje pouze v abecedě lotyštiny a latgalštiny. Do roku 1929 se používalo i v kurdštině, když se ještě psala latinkou. Bývá často zaměňováno s písmenem K̦ (K s čárkou pod), které bývá používáno při ISO 9 transkripci znaku cyrilice Қ, používaném v altajských a kavkazských jazycích. V Unicode má velké Ķ kód U+0136 a malé ķ kód U+0137. Na české klávesnici se dá zapsat jako AltGr+´ a K.